# OSCA 20
OSCA 20 je dirkalnik konstruktorja O.S.C.A., ki je bil uporabljen na dirkah Formule 1 in Formule 2 med sezonama 1952 in 1953. Skupno so dirkači z njim nastopili na enaindvajsetih dirkah v obeh kategorijah, na katerih so dosegli eno zmago in še dve uvrstitvi na stopničke. Élie Bayol in Louis Chiron sta nastopila na nekaj prvenstvenih dirkah Formule 1 v sezonah 1952 in 1953, toda brez uvrstitve med dobitnike točk. Je pa Bayol dosegel zmago na dirki Formule 2 za Veliko nagrado Laca, Chiron pa drugi mesto na dirkah za Veliko nagrado Modene in Veliko nagrado Sablesa, vse v sezoni 1953.

## Popolni rezultati Svetovnega prvenstva Formule 1
(legenda) (Odebeljene dirke pomenijo najboljši štartni položaj, poševne pa najhitrejši krog)
| Leto | Motor               | Moštvo          | Dirkača      | 1   | 2   | 3   | 4   | 5   | 6   | 7   | 8   | 9   |
| ---- | ------------------- | --------------- | ------------ | --- | --- | --- | --- | --- | --- | --- | --- | --- |
| 1952 | O.S.C.A. Straight-6 |                 |              | ŠVI | 500 | BEL | FRA | VB  | NEM | NIZ | ITA |     |
| 1952 | O.S.C.A. Straight-6 | Élie Bayol      | Élie Bayol   |     |     |     |     |     |     |     | Ret |     |
| 1953 | O.S.C.A. Straight-6 |                 |              | ARG | 500 | NIZ | BEL | FRA | VB  | NEM | ŠVI | ITA |
| 1953 | O.S.C.A. Straight-6 | Élie Bayol      | Élie Bayol   |     |     |     |     | Ret |     |     | DNS |     |
| 1953 | O.S.C.A. Straight-6 | Automobili OSCA | Élie Bayol   |     |     |     |     |     |     |     |     | Ret |
| 1953 | O.S.C.A. Straight-6 | Louis Chiron    | Louis Chiron |     |     |     |     | 15  | DNS |     | DNS | 10  |